# The Prodigal (1931)
The Prodigal (bra: O Filho Pródigo) é um filme estadunidense de 1931, do gênero romance musical, dirigido por Harry A. Pollard, com roteiro de Bess Meredyth e Wells Root baseado em seu conto "The Southerner".
O filme foi considerado extremamente provocador em sua época, pois via adultério sob uma luz positiva e sem julgamento.